# Tentakelslang
De tentakelslang (Erpeton tentaculatum) is een slang uit de familie waterdrogadders (Homalopsidae).

## Naam en indeling
De wetenschappelijke naam van de soort werd voor het eerst voorgesteld door Bernard Germain de Lacépède in 1800. Oorspronkelijk werd de wetenschappelijke naam Erpeton tentaculé gebruikt. Het is de enige soort uit het monotypische geslacht Erpeton. De wetenschappelijke geslachtsnaam wordt abusievelijk weleens met Herpeton aangeduid en de soortaanduiding met tentaculatus. De slang behoort pas recentelijk tot de waterdrogadders (Homalopsidae) en werd daarvoor tot de familie toornslangachtigen (Colubridae) gerekend.
De soortaanduiding tentaculatum betekent vrij vertaald 'tentakeldragend'.

## Uiterlijke kenmerken
Van alle slangensoorten is deze wel het eenvoudigst te herkennen aan de twee duidelijk zichtbare tentakels aan de voorzijde van de kop. De ogen zijn relatief klein en puilen wat uit, de pupil is verticaal. De slang bereikt een lichaamslengte van ongeveer 77 centimeter en heet een slank lichaam en een kleine, enigszins ruitvormige kop die goed te onderscheiden is van het lichaam. De schubben zijn sterk gekield, de schubbenhuid is hierdoor erg ruw. De slang heeft 35 tot 39 rijen schubben in de lengte op het midden van het lichaam en 103 tot 136 schubben aan de buikzijde. Onder de staart zijn 87 tot 126 gepaarde staartschubben aanwezig. De anaalschub is ongepaard.
De lichaamskleur is bruin tot grijs, de buikzijde is geelbruin van kleur. Op de rug is een donkere bloktekening aanwezig die soms tot een al dan niet omzoomde brede streep versmolten is. Aan de zijkant van de kop loopt een brede donkere streep door het oog naar de zijkant van het lichaam. De huid van de slang is vaak begroeid met algen, vlak na iedere vervelling is de lichaamskleur nauwelijks meer te zien.

## Levenswijze

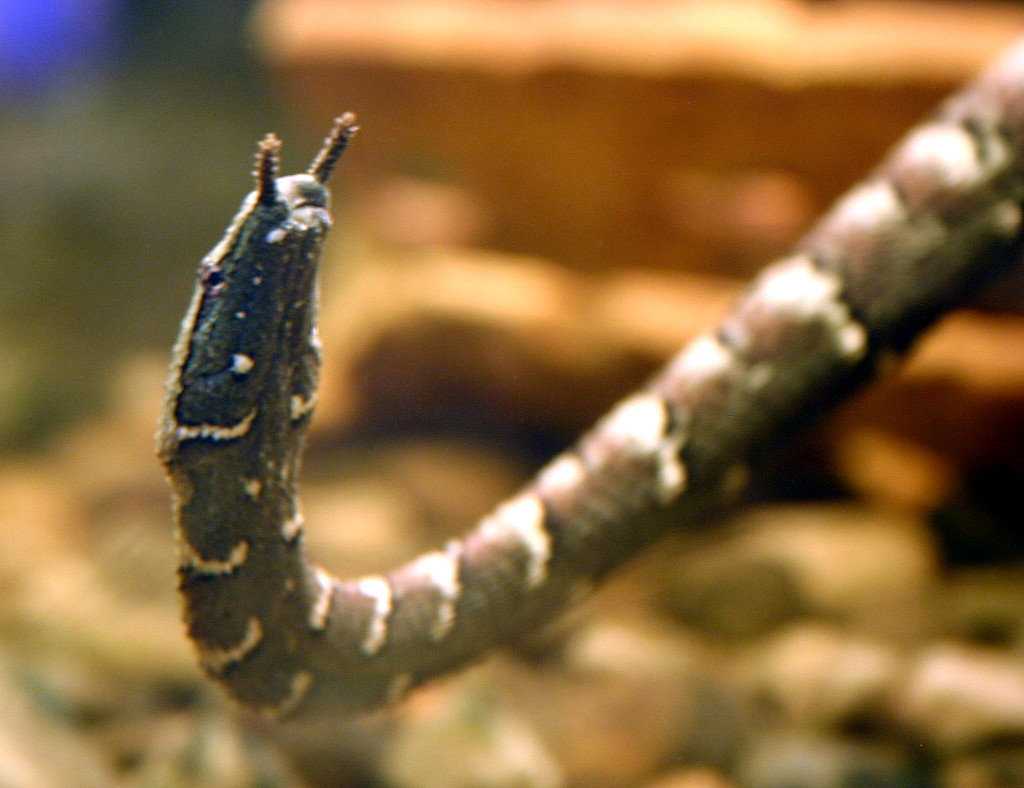
De tentakelslang jaagt onder water op vissen.

Deze soort betreedt zelden het land en is sterk op een leven in het water aangepast. De tentakels op de kop zijn gespierd, maar dienen niet om vissen te lokken zoals lange tijd werd gedacht. Ze imiteren de uitlopers van een plant zodat de slang voor een ondergedoken tak wordt aangezien die door verschillende dieren als schuilplaats worden gebruikt en zo prooidieren aantrekt. Het voedsel bestaat vrijwel uitsluitend uit kleine vissen en garnalen, maar soms worden ook amfibieën gegeten.
Deze soort is eierlevendbarend en per keer worden 9 tot 13 jongen geboren. De jongen zijn bij geboorte ongeveer 14 tot 17 centimeter lang en lijken wat betreft bouw en tekening op volwassen exemplaren.

## Verspreiding en habitat
De soort komt voor in delen van Azië en leeft in de landen Thailand, Cambodja en Vietnam. De habitat bestaat verschillende typen draslanden zoals uit meren, brede sloten en andere grotere wateren, ook in stromend water maar enige onderwatervegetatie is gewenst om in te schuilen.

## Beschermingsstatus
Door de internationale natuurbeschermingsorganisatie IUCN is de beschermingsstatus 'veilig' toegewezen (Least Concern of LC).